# Тристанка велика
Триста́нка велика (Nesospiza wilkinsi) — вид горобцеподібних птахів родини саякових (Thraupidae). Ендемік архіпелагу Тристан-да-Кунья. Вид названий на честь австалійського полярника і орнітолога Хьюберта Вілкінса.

## Опис
Довжина птаха становить 18 см. Верхня частина тіла рівномірно оливково-зелена, нижня частина тіла жовтувато-зелена, живіт і боки поцятковані смужками. Обличчя і горло жовті, над очима короткі жовті "брови". Дзьоб великий, міцний.

## Поширення і екологія
Великі тристанки є ендеміками острова Найтінгейл острові в архіпелазі Тристан-да-Кунья у південній частині Атлантичного океану, площею 3,2 км². Вони живуть переважно в заростях Phylica arborea, а також на луках, серед купин. Сезон розмноження триває з кінця жовтня по лютий.

## Збереження
МСОП класифікує цей вид як такий, що перебуває на межі зникнення, через малу популяцію і обмежений ареал. За оцінками дослідників, у 2021 році популяція великих тристанок становила до 50 птахів. Їм загрожують інвазивні хижаки, поява на острові інтродукованих видів рослин і природні катастрофи, зокрема великі шторми.